# Vivir a destiempo
Vivir a destiempo es una telenovela mexicana producida por Fides Velasco para TV Azteca en 2013, historia original escrita por Eric Vonn.
Protagonizada por Edith González y Ramiro Fumazoni; y con las participaciones antagónicas de Humberto Zurita, Andrea Noli, Wendy de los Cobos, Marcela Guirado y Gabriela Roel. Cuenta además con las actuaciones estelares de Marta Verduzco, Juan Manuel Bernal y Verónica Merchant.

## Sinopsis
Paula es una mujer casada, abnegada y sumisa, la prototípica ama de casa mexicana, con Rogelio con quien lleva 22 años de matrimonio, tienen dos hijos: Daniel y Tania. Rogelio es mucho mayor que Paula, además de ser déspota y misógino, con sus arranques y actitudes ha echado a perder la unidad familiar, poniendo a Tania en contra de Paula, por lo que solamente tiene a su lado a Daniel y su madre Carolina.
En la vida de Paula reaparece Alejandro, quien fuera su novio juventud y de quien estaba muy enamorada. Sin embargo, una serie de circunstancias los obligaron a terminar su relación, principalmente las presiones por parte del padre de Alejandro, quien no aprobaba su relación. Además de la desilusión que esto le causó, a Paula le sobrevinieron más tragedias: su padre se suicidó, y esto la obliga a ella, su madre y su hermana a tener que salir adelante solas.
Por otro lado está Alejandro, quien terminó casándose con Amparo y teniendo un hijo con ella, Eduardo, pero se divorciaron ya que él estaba cansado de los caprichos e infidelidades de ésta.
El reencuentro de Paula y Alejandro fue accidental ya que la hija de ella, Tania, y el hijo de él, Eduardo, se hacen novios y tuvieron relaciones. Paula siente ahora que la vida le está dando una segunda oportunidad, y decide enfrentarse a Rogelio y terminar con su matrimonio. Busca un trabajo y comienza a sentirse útil y orgullosa de lograr su independencia. Paula y Alejandro están dispuestos a darse una oportunidad para ser felices como no pudieron serlo en el pasado, sin embargo los secretos, conflictos, traiciones y mentiras, aunado a las intrigas de Rogelio, Sonia, Tania y Amparo, amenazarán con separarlos nuevamente, arriesgando así, el deseo de ambos para decir nunca más "Vivir a destiempo".

## Elenco
- Edith González - Paula Duarte de Bermúdez / de Monroy
- Ramiro Fumazoni - Alejandro Monroy
- Humberto Zurita - Rogelio Bermúdez
- Andrea Noli - Sonia Duarte
- Juan Manuel Bernal - Patricio "Pato" Delgado
- Verónica Merchant - Cristina Delgado
- José González Márquez - Félix "El Tigre" Delgado
- Martha Verduzco - Carolina Duarte
- Wendy de los Cobos - Amparo Ávalos de Monroy
- Víctor Huggo Martín - Salvador Chinchilla
- Gabriela Roel - Eleonora Campos
- Rafael Sánchez Navarro - Martín Campos
- Marcela Guirado - Tania Bermúdez Duarte
- Carlos Marmen - Daniel Bermúdez Duarte
- María Renée Prudencio - Beatriz Valadez Vda. Montenegro
- Luciano Zacharski - Eduardo "Lalo" Monroy Ávalos
- Miri Higareda - Berenice Delgado
- Germán Girotti - Julio Montenegro Valadez / Julio Chinchilla Duarte
- Israel Amezcua - Mauricio Campos
- Ivonne Zurita - Rocío Campos
- Mayra Sierra - Mirna Sierra
- Rodolfo Arias - José Luis Cervantes
- Carmen Delgado - Soledad "Chole" Sierra
- Elvira Trejo - Lolita
- José Carlos Rodríguez - Eladio Sierra
- Amara Villafuerte - Leila Cervantes
- Roberta Burns - Marisol
- Carmen Madrid - Karina Gómez
- Cecilia Romo - Úrsula
- Lorenzo Narváez - Fabio
- Alfonso Bravo - Ernesto
- Jessica Roteache - Liliana Roché
- Pedro Mira - Padre de Marisol
- Diana Ferreti - Madre de Marisol

## Locaciones

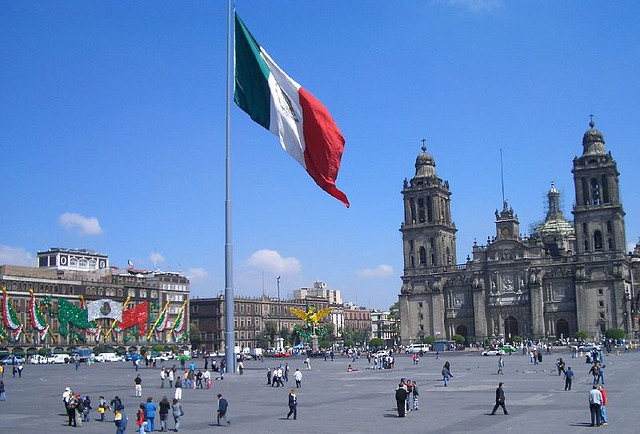
Xochimilco. Vista de Centro Histórico de la Ciudad de México.
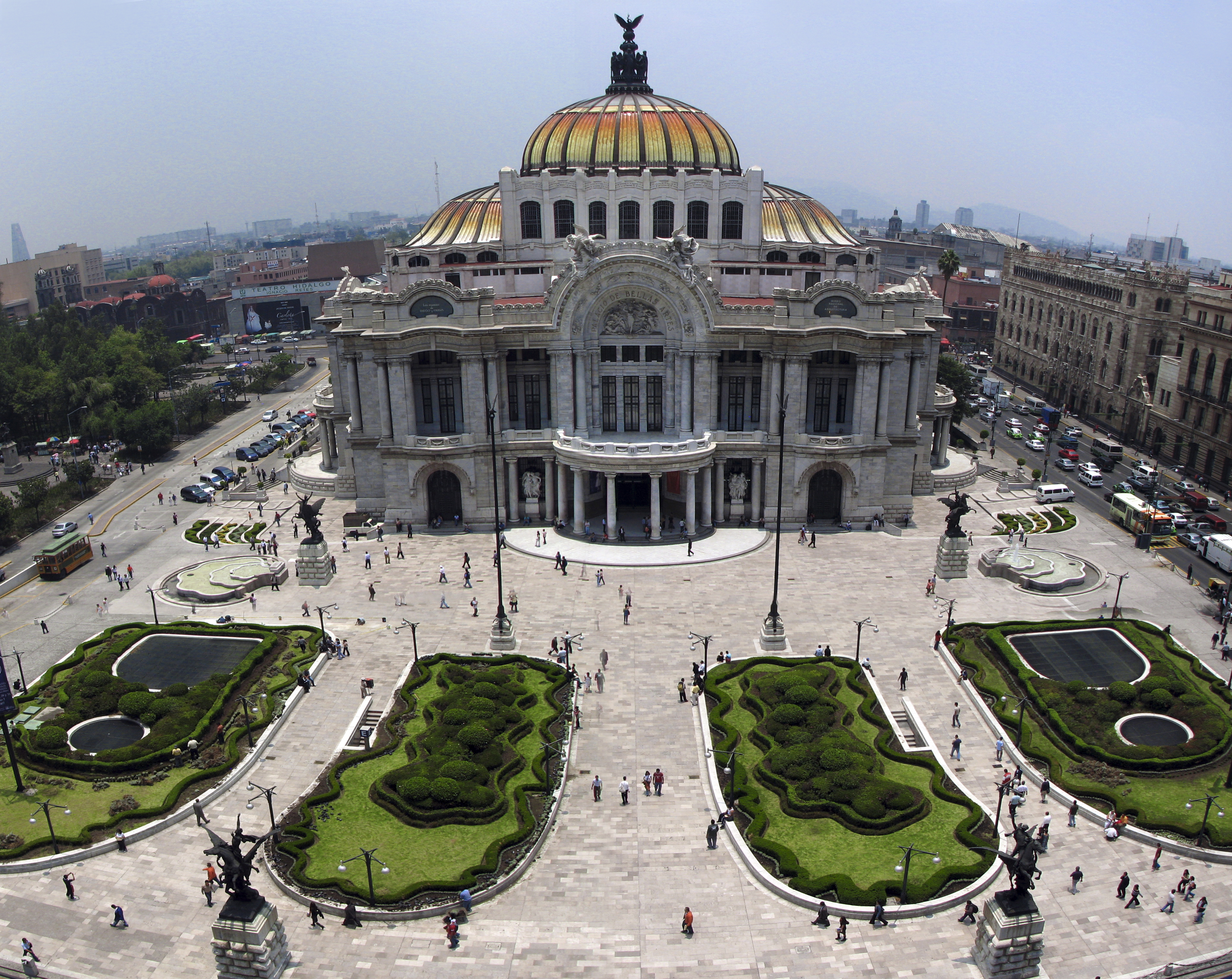
Ciudad de México. Vista del Palacio de Bellas Artes de México.
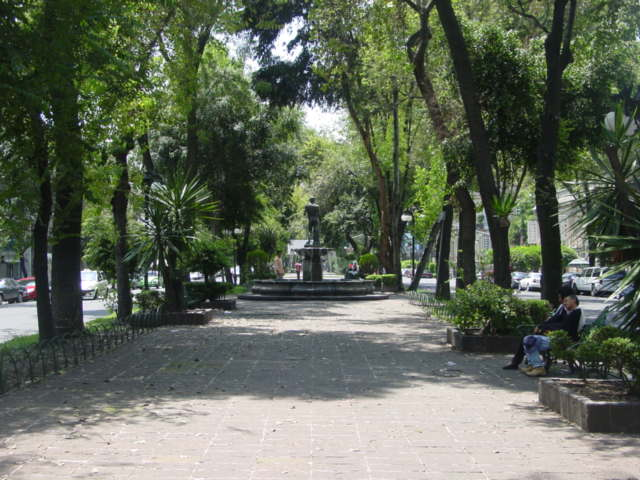
Ciudad de México. Fuente en la avenida Álvaro Obregón en la Colonia Roma.
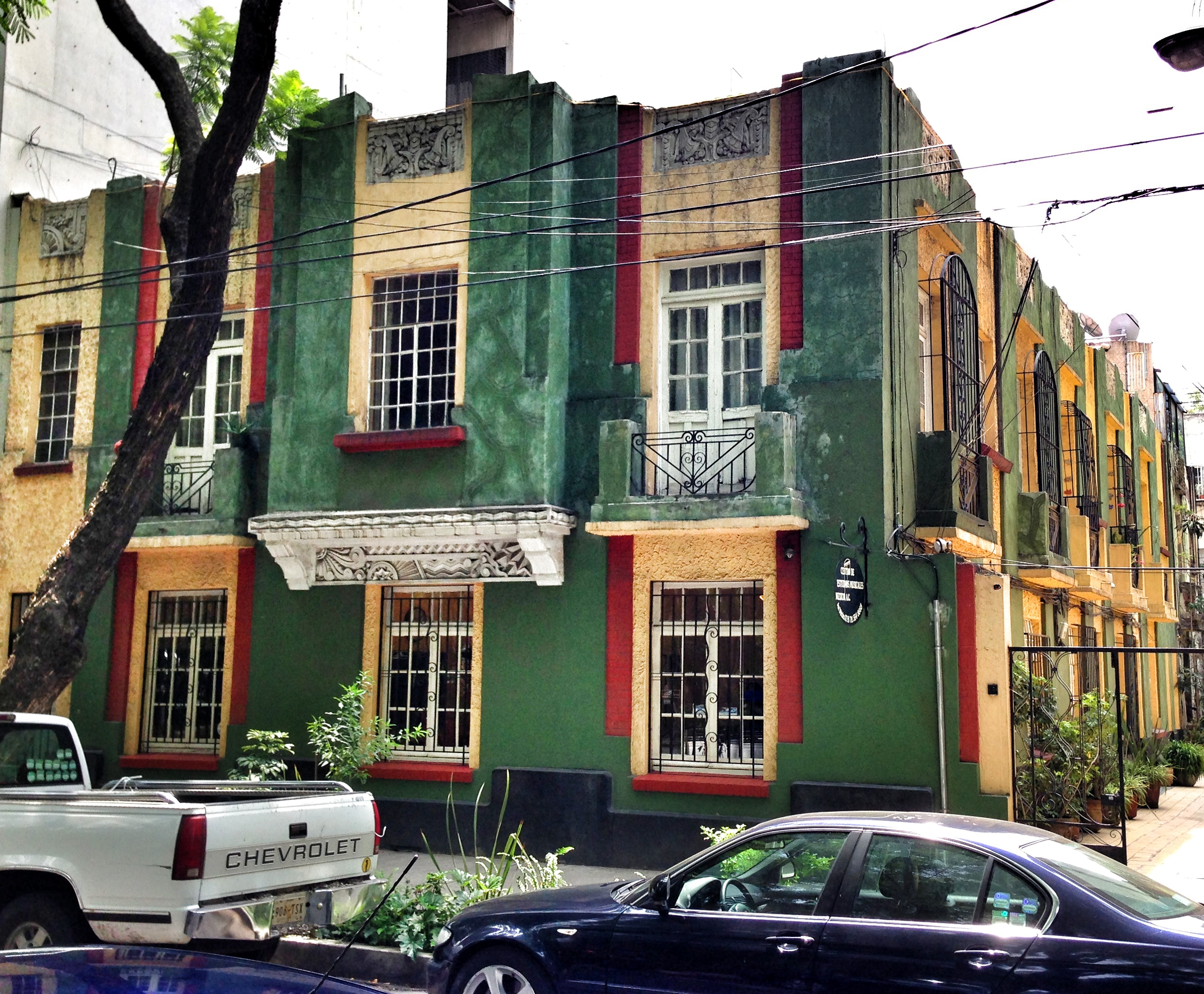
Ciudad de México. Edificio sobre Avenida México..
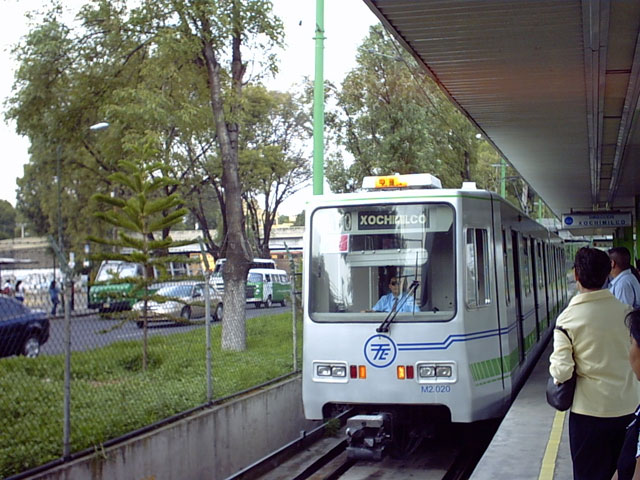
Ciudad de México. Tren ligero en la estación Estadio Azteca..

### TV Adicto Golden Awards
| Año  | Categoría                           | Nominados                        | Resultado |
| ---- | ----------------------------------- | -------------------------------- | --------- |
| 2013 | Mejores créditos de entrada         | Fides Velasco                    | Ganadora  |
| 2013 | Mejor actor en un papel secundario  | Juan Manuel Bernal               | Ganador   |
| 2013 | Mejor actriz en un papel secundario | Verónica Merchant                | Ganadora  |
| 2013 | Mejor villano                       | Humberto Zurita                  | Ganador   |
| 2013 | Mejor lanzamiento juvenil femenino  | Marcela Guirado                  | Ganadora  |
| 2013 | Mejor lanzamiento estelar masculino | Ramiro Fumazoni                  | Ganador   |
| 2013 | Mejor estrella internacional        | Edith González                   | Ganadora  |
| 2013 | Mejor pareja                        | Edith González y Ramiro Fumazoni | Ganadores |
| 2013 | Mejor historia original             | Eric Vonn                        | Ganador   |
| 2013 | Mejor reparto                       | Fides Velasco                    | Ganadora  |
| 2013 | Mejor dirección de cámaras          | Fides Velasco                    | Ganadora  |